# Babidół
Babidół is een plaats in het Poolse district  Gdański, woiwodschap Pommeren. De plaats maakt deel uit van de gemeente Kolbudy en telt 115 inwoners.